# Janne Saksela
Janne Saksela (Helsinki, 14 marzo 1993) è un ex calciatore finlandese, di ruolo difensore.

## Carriera

### Club
Cresciuto nelle giovanili dello PK-35 Vantaa, ha esordito il 13 settembre 2009 in un match perso 3-1 contro il Kiisto.

### Nazionale
Ha esordito con la nazionale finlandese il 10 gennaio 2016 in un'amichevole persa 3-0 contro la Svezia.

## Statistiche

### Presenze e reti nei club
| Stagione        | Squadra          | Campionato      | Campionato | Campionato | Coppe nazionali | Coppe nazionali | Coppe nazionali | Coppe continentali | Coppe continentali | Coppe continentali | Altre coppe | Altre coppe | Altre coppe | Totale | Totale | Totale |
| Stagione        | Squadra          | Comp            | Pres       | Reti       | Comp            | Pres            | Reti            | Comp               | Pres               | Reti               | Comp        | Pres        | Reti        | Pres   | Reti   |        |
| --------------- | ---------------- | --------------- | ---------- | ---------- | --------------- | --------------- | --------------- | ------------------ | ------------------ | ------------------ | ----------- | ----------- | ----------- | ------ | ------ | ------ |
| 2009            | PK-35 Vantaa     | YKK             | 1          | 0          | SC              | 0               | 0               |                    | -                  | -                  |             | -           | -           | 1      | 0      |        |
| 2010            | PK-35 Vantaa     | YKK             | 9          | 0          | SC              | 0               | 0               |                    | -                  | -                  |             | -           | -           | 9      | 0      |        |
| 2011            | PK-35 Vantaa     | YKK             | 9          | 1          | SC              | 0               | 0               |                    | -                  | -                  |             | -           | -           | 9      | 1      |        |
| 2012            | HJK              | VEI             | 0          | 0          | SC+LC           | 0+3             | 0               | UCL                | 0                  | 0                  |             | -           | -           | 3      | 0      |        |
| 2012            | Klubi 04         | KAK             | 7          | 0          | SC              | 0               | 0               |                    | -                  | -                  |             | -           | -           | 7      | 0      |        |
| 2012            | JJK              | VEI             | 9          | 1          | SC+LC           | 0               | 0               |                    | -                  | -                  |             | -           | -           | 9      | 1      |        |
| 2013            | JJK              | VEI             | 0          | 0          | SC+LC           | 0               | 0               |                    | -                  | -                  |             | -           | -           | 0      | 0      |        |
| 2014            | RoPS             | VEI             | 12         | 0          | SC+LC           | 0+4             | 0               | UEL                | 0                  | 0                  |             | -           | -           | 16     | 0      |        |
| 2015            | RoPS             | VEI             | 27         | 1          | SC+LC           | 1+7             | 0+3             |                    | -                  | -                  |             | -           | -           | 35     | 4      |        |
| 2016            | RoPS             | VEI             | 30         | 2          | SC+LC           | 1+0             | 0               | UEL                | 4                  | 1                  |             | -           | -           | 35     | 3      |        |
| 2016-2017       | Sparta Rotterdam | ERE             | 5          | 0          | CO              | 0               | 0               |                    | -                  | -                  |             | -           | -           | 5      | 0      |        |
| 2017-2018       | Sparta Rotterdam | ERE             | 0          | 0          | CO              | 0               | 0               |                    | -                  | -                  |             | -           | -           | 0      | 0      |        |
| Totale Carriera | Totale Carriera  | Totale Carriera | 109        | 5          |                 | 16              | 3               |                    | 4                  | 1                  |             | -           | -           | 129    | 9      |        |

### Cronologia presenze e reti in nazionale
| Cronologia completa delle presenze e delle reti in nazionale ― Finlandia | Cronologia completa delle presenze e delle reti in nazionale ― Finlandia | Cronologia completa delle presenze e delle reti in nazionale ― Finlandia | Cronologia completa delle presenze e delle reti in nazionale ― Finlandia | Cronologia completa delle presenze e delle reti in nazionale ― Finlandia | Cronologia completa delle presenze e delle reti in nazionale ― Finlandia | Cronologia completa delle presenze e delle reti in nazionale ― Finlandia | Cronologia completa delle presenze e delle reti in nazionale ― Finlandia |
| Data                                                                     | Città                                                                    | In casa                                                                  | Risultato                                                                | Ospiti                                                                   | Competizione                                                             | Reti                                                                     | Note                                                                     |
| ------------------------------------------------------------------------ | ------------------------------------------------------------------------ | ------------------------------------------------------------------------ | ------------------------------------------------------------------------ | ------------------------------------------------------------------------ | ------------------------------------------------------------------------ | ------------------------------------------------------------------------ | ------------------------------------------------------------------------ |
| 10-1-2016                                                                | Abu Dhabi                                                                | Finlandia                                                                | 0 – 3                                                                    | Svezia                                                                   | Amichevole                                                               | -                                                                        | 46’                                                                      |
| 13-1-2016                                                                | Abu Dhabi                                                                | Finlandia                                                                | 0 – 1                                                                    | Islanda                                                                  | Amichevole                                                               | -                                                                        |                                                                          |
| 26-3-2016                                                                | Breslavia                                                                | Polonia                                                                  | 5 – 0                                                                    | Finlandia                                                                | Amichevole                                                               | -                                                                        | 82’                                                                      |
| 1-6-2016                                                                 | Bruxelles                                                                | Belgio                                                                   | 1 – 1                                                                    | Finlandia                                                                | Amichevole                                                               | -                                                                        | 71’                                                                      |
| 31-8-2016                                                                | Mönchengladbach                                                          | Germania                                                                 | 2 – 0                                                                    | Finlandia                                                                | Amichevole                                                               | -                                                                        | 60’                                                                      |
| 9-10-2016                                                                | Tampere                                                                  | Finlandia                                                                | 0 – 1                                                                    | Croazia                                                                  | Qual. Mondiali 2018                                                      | -                                                                        |                                                                          |
| 12-11-2016                                                               | Odessa                                                                   | Ucraina                                                                  | 1 – 0                                                                    | Finlandia                                                                | Qual. Mondiali 2018                                                      | -                                                                        | 83’                                                                      |
| 28-3-2017                                                                | Innsbruck                                                                | Austria                                                                  | 1 – 1                                                                    | Finlandia                                                                | Amichevole                                                               | -                                                                        | 59’                                                                      |
| Totale                                                                   |                                                                          | Presenze                                                                 | 8                                                                        |                                                                          | Reti                                                                     | 0                                                                        |                                                                          |